# Führerhauptquartiere

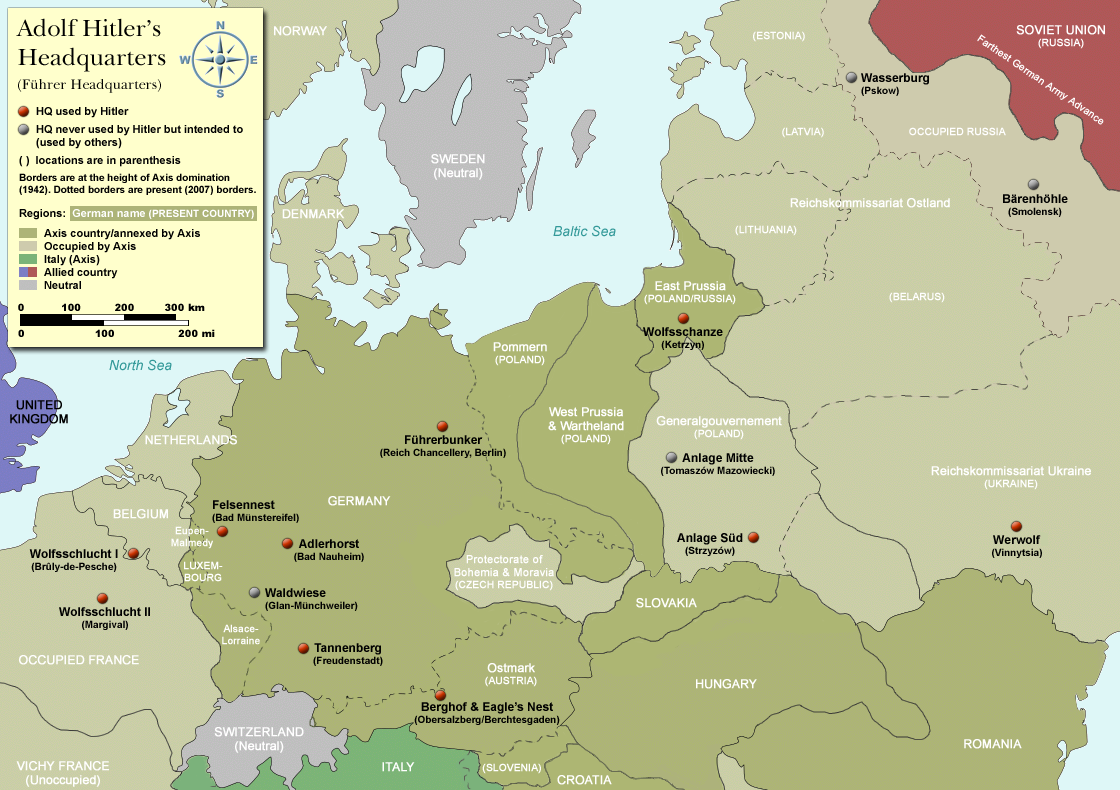
La mappa mostra i quartier generali di Hitler disseminati in Europa.

Il Führerhauptquartiere, abbreviato in FHQ, è il nome con cui comunemente vengono indicati i quartier generali usati da Adolf Hitler, e da altri alti ufficiali e comandanti della Germania nazista durante la seconda guerra mondiale.
Tra i più noti:
- il Führerbunker a Berlino, dove il dittatore tedesco si suicidò il 30 aprile 1945;
- l'Anlage Süd, due tunnel fortificati lungo la linea ferroviaria tra Rzeszów e Jasło in Polonia dove avvenne un incontro con Benito Mussolini il 27 agosto 1941;
- la Wolfsschanze vicino all'attuale cittadina di Kętrzyn, in Polonia (all'epoca Prussia orientale), la base del Führer sul fronte orientale durante il conflitto, dal 24 giugno 1941 (due giorni dopo l'aggressione all'Unione Sovietica) fino al 20 novembre 1944.

## Storia
All'inizio della seconda guerra mondiale non esisteva un quartier generale specifico per il Führer. Hitler visitava le linee del fronte utilizzando un aeroplano o il suo treno speciale, il Führersonderzug che, per certi aspetti, può essere considerato de facto come il suo primo quartier generale. La prima installazione fissa e permanente, fu, in tal senso, il Felsennest, che Hitler usò durante la campagna di Francia nel maggio 1940. Durante il conflitto il dittatore tedesco passò poco tempo a Berlino, preferendo di gran lunga risiedere al Berghof o presso la Tana del Lupo dove trascorse circa 800 giorni.
Tutte le strutture erano disegnate per ospitare un vasto numero di persone, e di servizi, come le comunicazioni, le sale conferenze e i servizi ausiliari, così come disponevano di ingenti opere di sicurezza. La Wehrmachtbericht, il bollettino di guerra d'informazione quotidiano messo in onda dall'Oberkommando der Wehrmacht, era trasmesso dalle sale del Führerhauptquartiere dove in quel momento si trovava Hitler.
È da considerare, comunque, che il Führerhauptquartiere non deve essere confuso con i quartier generali militari; la Wehrmacht difatti possedeva i propri, che comunque molto spesso si trovavano nelle immediate vicinanze.

## ListaFührerhauptquartiere
Ecco la lista dei 14 Führerhauptquartiere, sui 20 pianificati:
| Nome                           | Altra designazione                             | Luogo (attuale)                      | Inizio costruzione | Completato | Usato da Hitler                                                                                        |
| ------------------------------ | ---------------------------------------------- | ------------------------------------ | ------------------ | ---------- | --- |
| Adlerhorst                     | Mühle (OT) Bauvorhaben Z Lager K Bauvorhaben C | Bad Nauheim                          | 1º set 1939        | sì         | usato da Hitler dal 10 dicembre 1944 al 15 gennaio 1945 durante l'Offensiva delle Ardenne              |
| Anlage Mitte                   | Askania Mitte                                  | Tomaszów Mazowiecki                  | 1° dic 1940        | sì         | no |
| Anlage Riese                   |                                                | Wałbrzych (Waldenburg)               | ott 1943           | no         | no |
| Anlage Süd                     | Askania Süd                                    | Strzyżów                             | 1° ott 1940        | sì         | Hitler vi incontrò Mussolini il 27-28 agosto 1941                                                      |
| Berghof/"Nido dell'Aquila"     |                                                | Obersalzberg, Berchtesgaden          | ?                  | sì         | complessivamente Hitler vi trascorse 280 giorni fino al 1944                                           |
| Bärenhöhle                     |                                                | Smolensk                             | 1° ott 1941        | sì         | no, usato solo dall'Heeresgruppe Mitte                                                                 |
| Felsennest                     |                                                | Rodert, Bad Münstereifel             | 1940               | sì         | usato da Hitler durante la campagna di Francia nel maggio 1940                                         |
| Führerbunker                   |                                                | Berlino                              | 1943               | sì         | qui Hitler si suicidò il 30 aprile 1945                                                                |
| Führersonderzug                | "Amerika", "Brandenburg"                       | vari (treno speciale)                | 1939?              | sì         | sì |
| Olga                           |                                                | Orša                                 | 1° lug 1943        | no         | no |
| S III                          | Wolfsturm, Olga                                | Ohrdruf                              | autunno 1944 (?)   | no         | no |
| Siegfried                      | Hagen                                          | Pullach                              | ?                  | ?          | no |
| Führerhauptquartier Tannenberg | nessuno                                        | Freudenstadt/Kniebis                 | 1° ott 1939        | sì         | Hitler vi soggiornò dal 27 giugno al 5 luglio 1940                                                     |
| W3                             | Wolfsschlucht III                              | Saint-Rimay                          | 1° mag 1942        | no         | no |
| Waldwiese                      |                                                | Glan-Münchweiler                     | 1° ott 1939        | sì         | no |
| Wasserburg                     |                                                | Pskov (Pleskau)                      | 1° nov 1942        | sì         | usato solo dall'Heeresgruppe Nord                                                                      |
| Werwolf                        | Eichenhain                                     | Vinnycja                             | 1° nov 1941        | sì         | sì; il 28 dicembre 1943 Hitler ordinò la sua demolizione dopo il fallimento dell'Operazione Cittadella |
| Wolfsschanze                   | Askania Nord, "Tana del Lupo"                  | Kętrzyn (Rastenburg)                 | 1° dic 1940        | sì         | sì; vi fu l'attentato a Hitler del 20 luglio 1944                                                      |
| Wolfsschlucht I                |                                                | Brûly-de-Pesche                      | 1° mag 1940        | sì         | Hitler vi soggiornò dal 6 al 27 giugno 1940                                                            |
| Wolfsschlucht II               | W2, Zucarello                                  | tra i villaggi di Margival e Laffaux | 1º set 1942        | sì         | Hitler vi soggiornò il 16-17 giugno 1944                                                               |
| Zigeuner                       | Brunhilde                                      | Thionville                           | 1° apr 1944        | no         | no |

## Comandanti
- 1º settembre 1939 - 15 febbraio 1940: Erwin Rommel
- 15 febbraio 1940 - 1º agosto 1942: Kurt Thomas
- 1º agosto 1942 - 1º settembre 1944: Gustav Streve
- 1º settembre 1944 - 8 maggio 1945: Otto Ernst Remer